# Matt Hill (calciatore)
Matthew Clayton Hill (Bristol, 26 marzo 1981) è un ex calciatore inglese, di ruolo difensore.

## Biografia
Suo figlio James e suo cugino Scott Golbourne sono entrambi stati dei calciatori professionisti.

## Caratteristiche tecniche
Era un terzino.

## Palmarès

### Club

#### Competizioni nazionali
- Football League Championship: 1

Wolverhampton: 2008-2009
- Football League Trophy: 1

Bristol City: 2002-2003